# Yerpa
Yerpa (également connu sous le nom de Brag Yer-pa, Drak Yerpa, Druk Yerpa, Dagyeba, Dayerpa et Trayerpa) est un complexe réunissant un monastère et un certain nombre d'anciennes grottes de méditation qui abritaient environ 300 moines, situés à quelques minutes en voiture à l'est de Lhassa, au Tibet.

## Description
Dra Yerpa est situé sur une colline dans le district de Dagzê. L'entrée de la vallée de Yerpa est à environ 16 km au nord-est de Lhassa, sur la rive nord du Kyi chu. De là, il faut encore parcourir 10 km jusqu'aux célèbres grottes de méditation antiques, nichées dans les spectaculaires falaises calcaires de la vallée de Yerpa (tibétain : བྲག་ཡེར་པ་, Wylie : Brag Yer-pa). Un ancien site funéraire céleste se trouve en face des grottes principales[réf. nécessaire].
Le célèbre héros légendaire Gesar de Ling aurait visité la vallée. Les trous que ses flèches ont laissés dans les falaises témoigneraient de sa présence[réf. nécessaire].

## Histoire

### Premières années

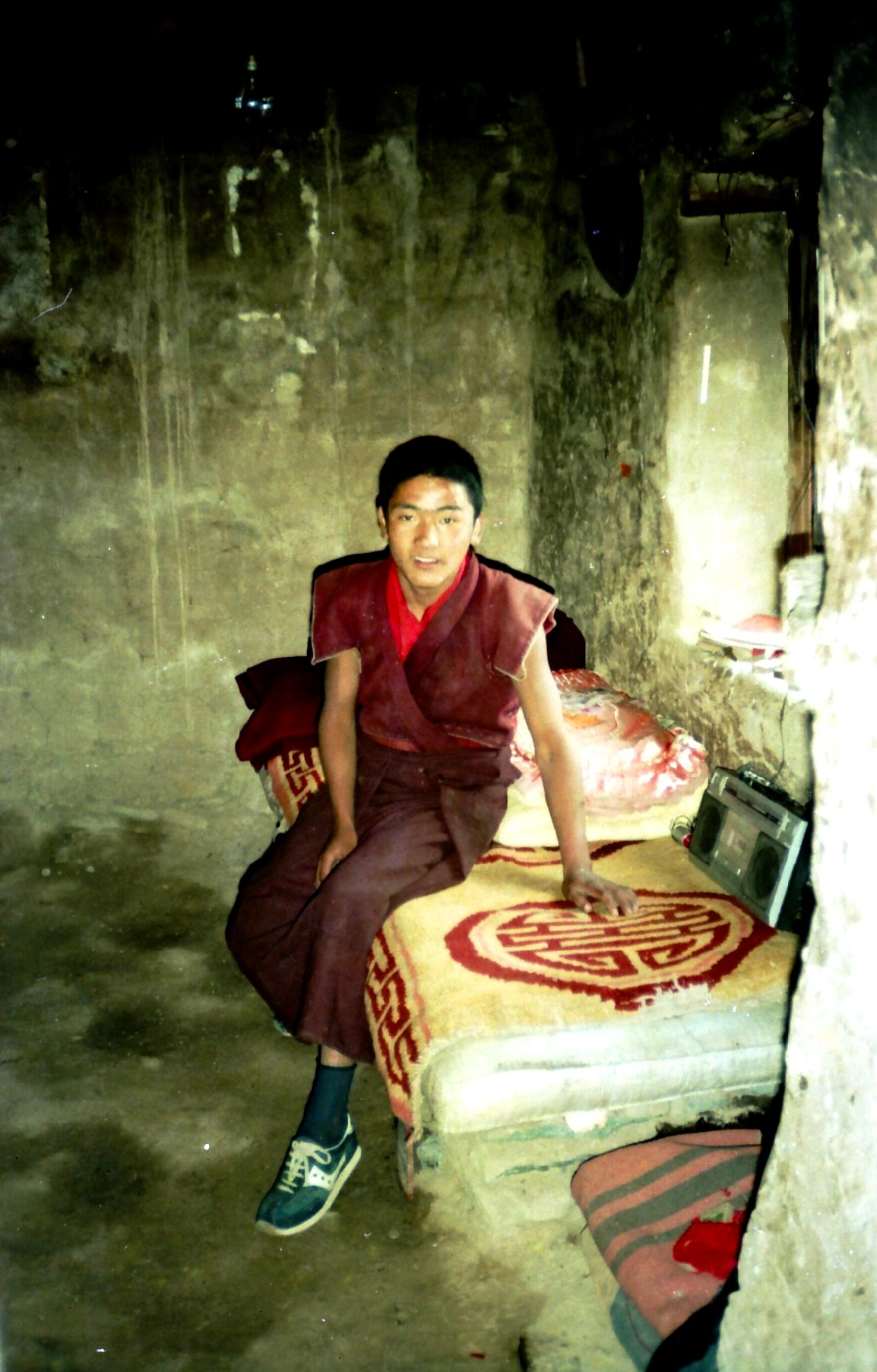
Jeune moine en cellule de méditation, Yerpa

On y trouve de nombreux petits temples, sanctuaires et ermitages. Les falaises abritent certains des plus anciens sites de méditation connus au Tibet, certains datant de l'époque prébouddhique. Parmi les plus célèbres figurent ceux traditionnellement liés à Songtsen Gampo (604-650 apr. J.-C.), 33e roi de la dynastie Yarlung et premier empereur du Tibet unifié. Sa reine tibétaine, Monza Triucham, y fonda le temple Dra Yerpa.
On dit que lui et ses deux reines, nées à l'étranger, auraient médité au temple Peu Marsergyi et au Chogyel Puk. Ils auraient découvert des symboles « auto-créés » du Bouddha : corps, parole et esprit. Padmasambhava, ou Guru Rinpoché (fin du VIIIe siècle - début du IXe siècle), y aurait médité et pratiqué le yoga tantrique avec sa yogini (en) Yeshe Tsogyal. Il aurait passé sept mois en méditation au Dawa Puk, considéré comme l'un de ses trois lieux d'accomplissement les plus importants. Après l'assassinat de l'empereur bön Langdarma anti-bouddhiste par Lhalung Pelgyi Dorje en 842, il se serait caché dans une grotte et aurait médité pendant 22 ans. Son chapeau y serait resté jusqu'en 1959,,.
Yerpa devint l'un des trois plus importants centres de méditation et de retraite du Tibet central. Plusieurs disciples de Guru Rinpoché y auraient également médité. Atisha (982-1054) prêcha abondamment dans la vallée. L'ermitage d'Atisha est en ruines, mais il comptait 300 moines au XIXe siècle et servait de résidence d'été au monastère de Ramoché (le Collège tantrique supérieur).
Des histoires ultérieures rapportent que Songtsen Gampo et Trisong Detsen (756–797) fondèrent des temples à Yerpa, et que Klu-mes Tshul-khrims effectua quelques rénovations au XIe siècle,.
La tradition dit qu'après la naissance du fils unique de Songtsen Gampo, Gungri Gungsten, de Mangza Tricham, princesse de Mang, l'une de ses épouses : « Un sanctuaire et un stupa dédiés à la divinité tutélaire de la mère et du fils furent construits sur une montagne rocheuse qui ressemblait à une image assise de la Sainte Tara dans la région de Yerpa ».

### Contrôle du gelug
L'ancien monastère kadampa de Yerpa Drubde passa sous le contrôle des  Guélougs après la réforme de Djé Tsongkhapa (1357-1419). Après la mort du IVe Dalaï-Lama (1589-1617), en 1618, les moines des monastères Guélougs de Séra et de Drépung se révoltèrent contre les forces tsangpas à Lhassa. Ceux qui ne furent pas tués se réfugièrent au monastère de Taklung (en), au nord-est. Khöntön Rinpoché, qui avait tenté de persuader les moines de Séra d'éviter la violence, s'installa à Yerpa jusqu'au retour du calme. Yerpa perdit alors ses richesses et fut placée sous la juridiction du monastère de Taklung.

### Par la suite
Il y avait environ 300 moines vivant à Yerpa au moins du début du XIXe siècle jusqu'en 1959. Il servait également de résidence d'été au Collège tantrique de Gyuto. Le monastère de Drubde, résidence d'été du Collège Gyutö, a été détruit en 1959. Pendant la Révolution culturelle (1966-1976), l'ensemble du complexe de Yerpa, y compris le monastère de Drag Yerpa et la résidence d'été du Collège tantrique supérieur, ont été complètement détruits. Grâce au travail bénévole et aux dons, certains temples rupestres et Drag Yerpa ont été partiellement restaurés.
Après les troubles d'octobre 1987, la police est arrivée à Yerpa aet a collé des affiches sur les portes du temple mettant en garde la population contre toute participation à des « activités contre-révolutionnaires ».
En 1998, le gouvernement a démoli plusieurs chapelles construites sans autorisation. Le nombre de moines autorisés à Yerpa était toujours strictement contrôlé en 2008.

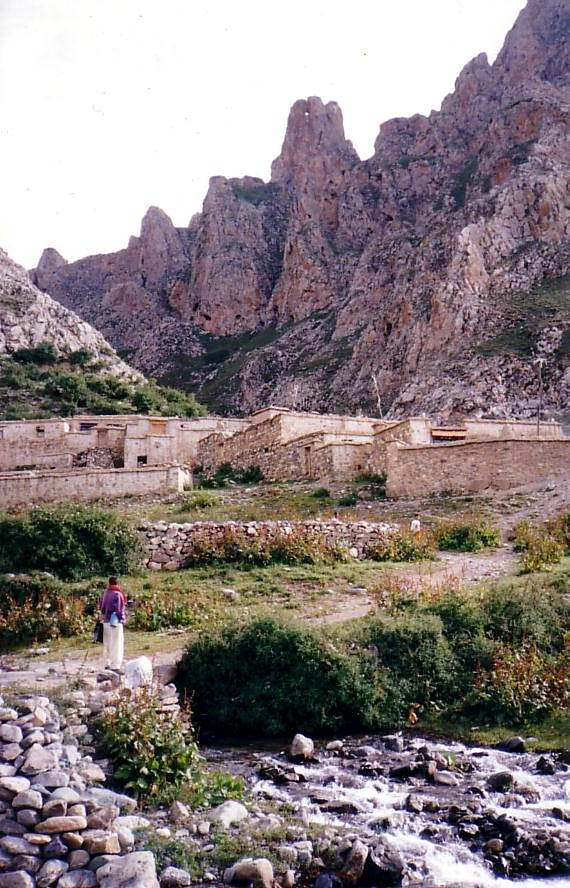
Yerpa, 1993
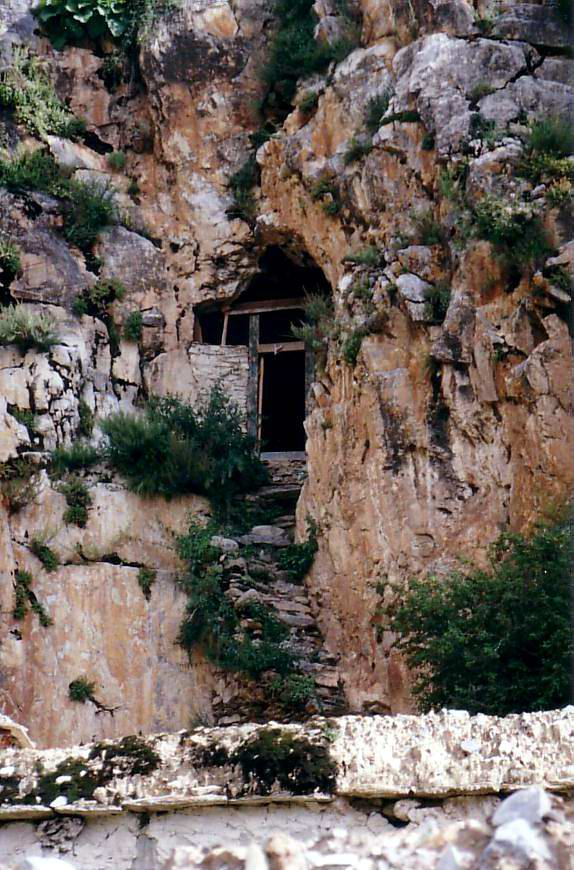
Entrée de Dawa Puk, la grotte de Guru Rinpoché
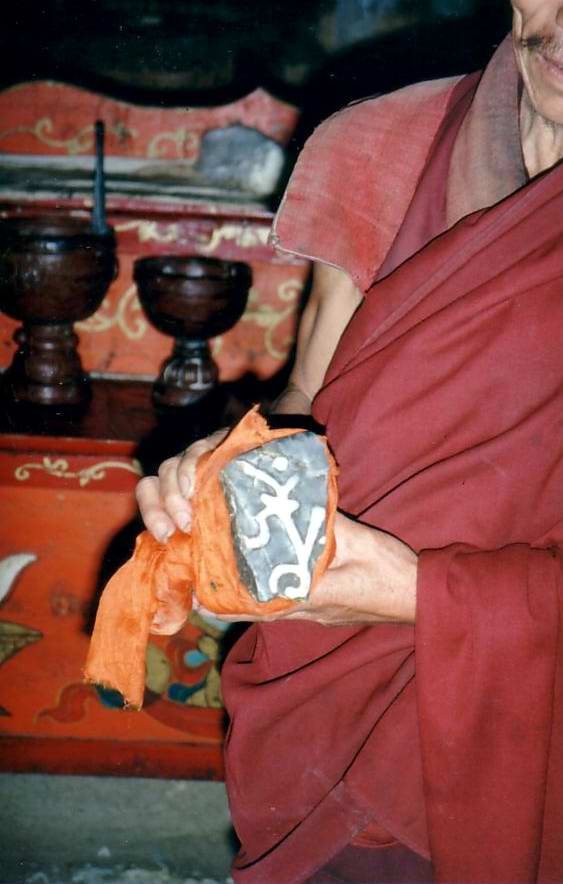
Symbole sacré auto-créé
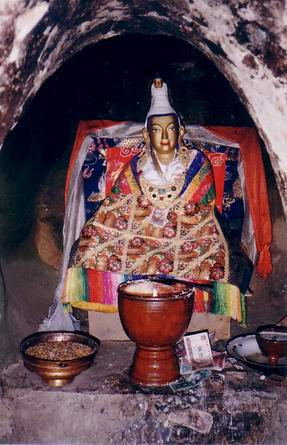
Une statue de l'empereur Songtsän Gampo dans sa grotte de méditation à Yerpa
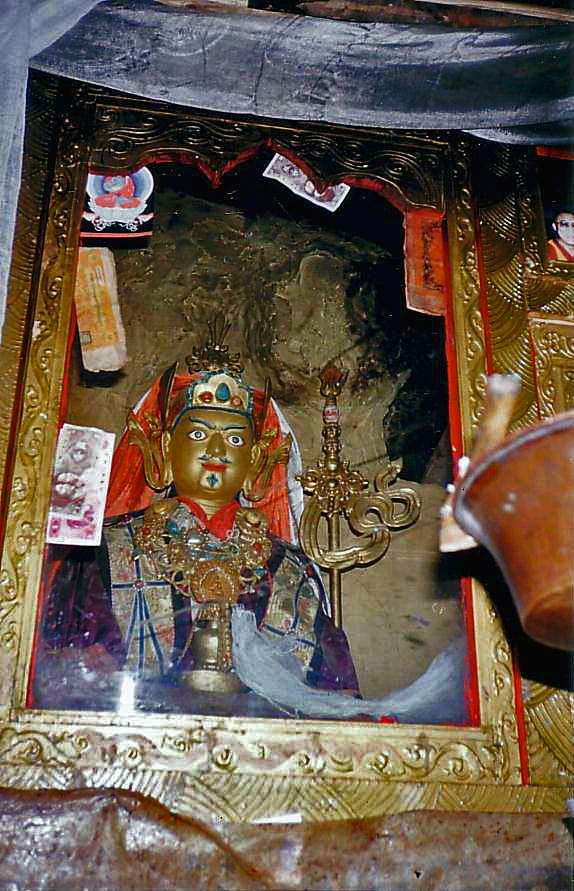
Statue de Guru Rinpoché dans sa grotte de méditation à Yerpa
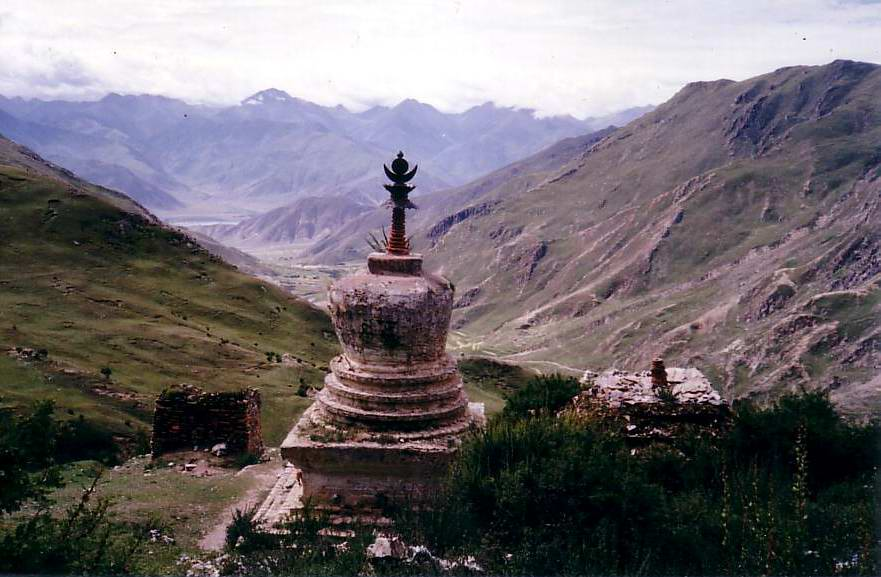
Vallée de Yerpa sous un chörten
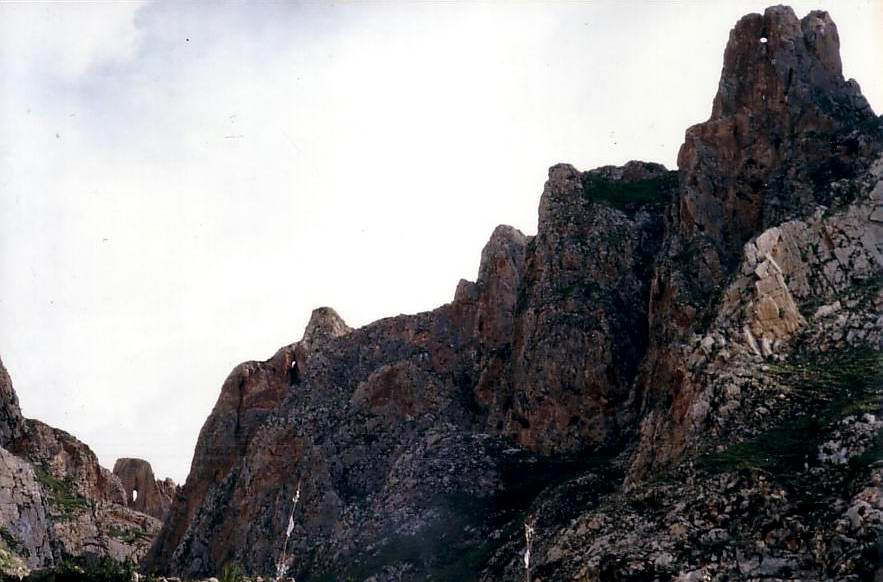
Les trous de flèches de Gesar. (Cliquez pour voir les trous dans les montagnes).
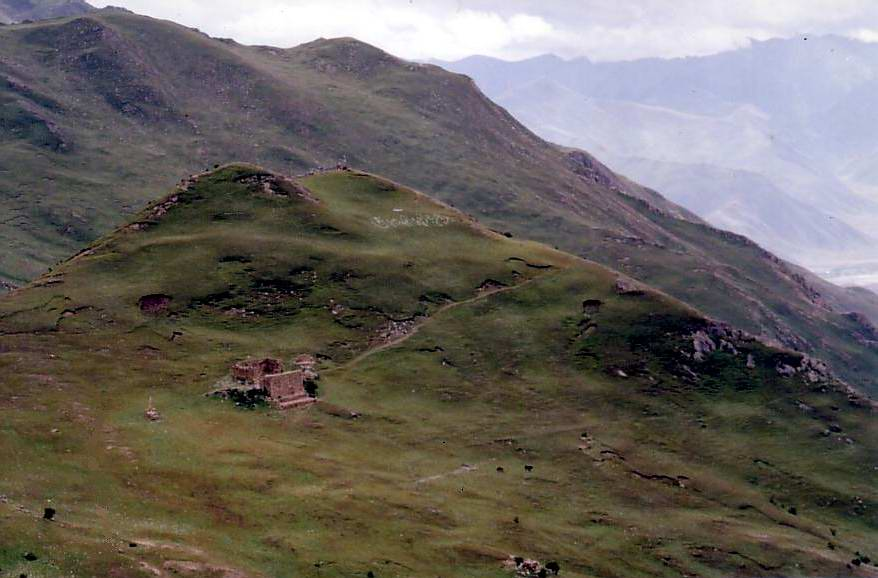
Site funéraire céleste, Yerpa.
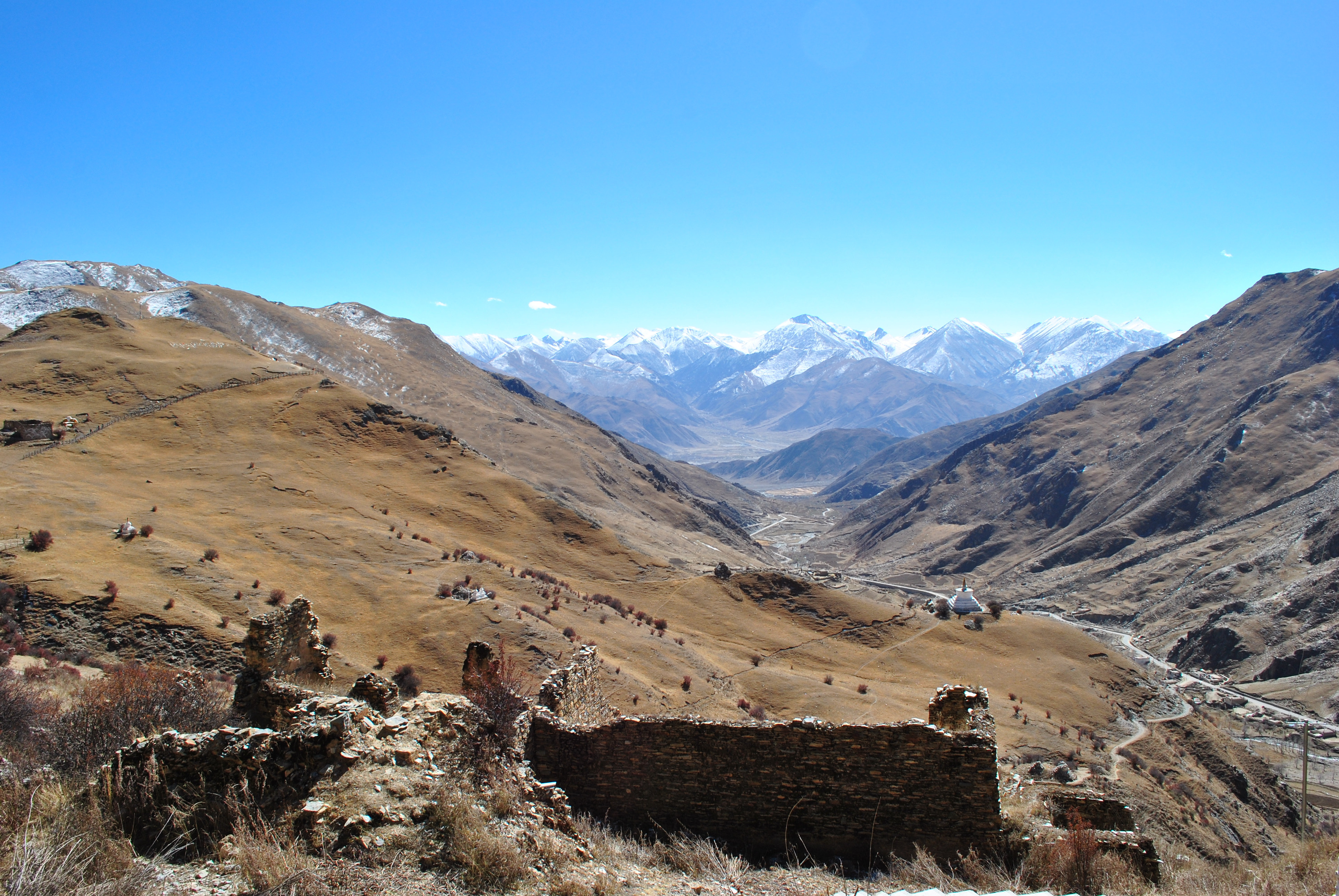
Vallée de Drak Yerpa depuis le monastère détruit
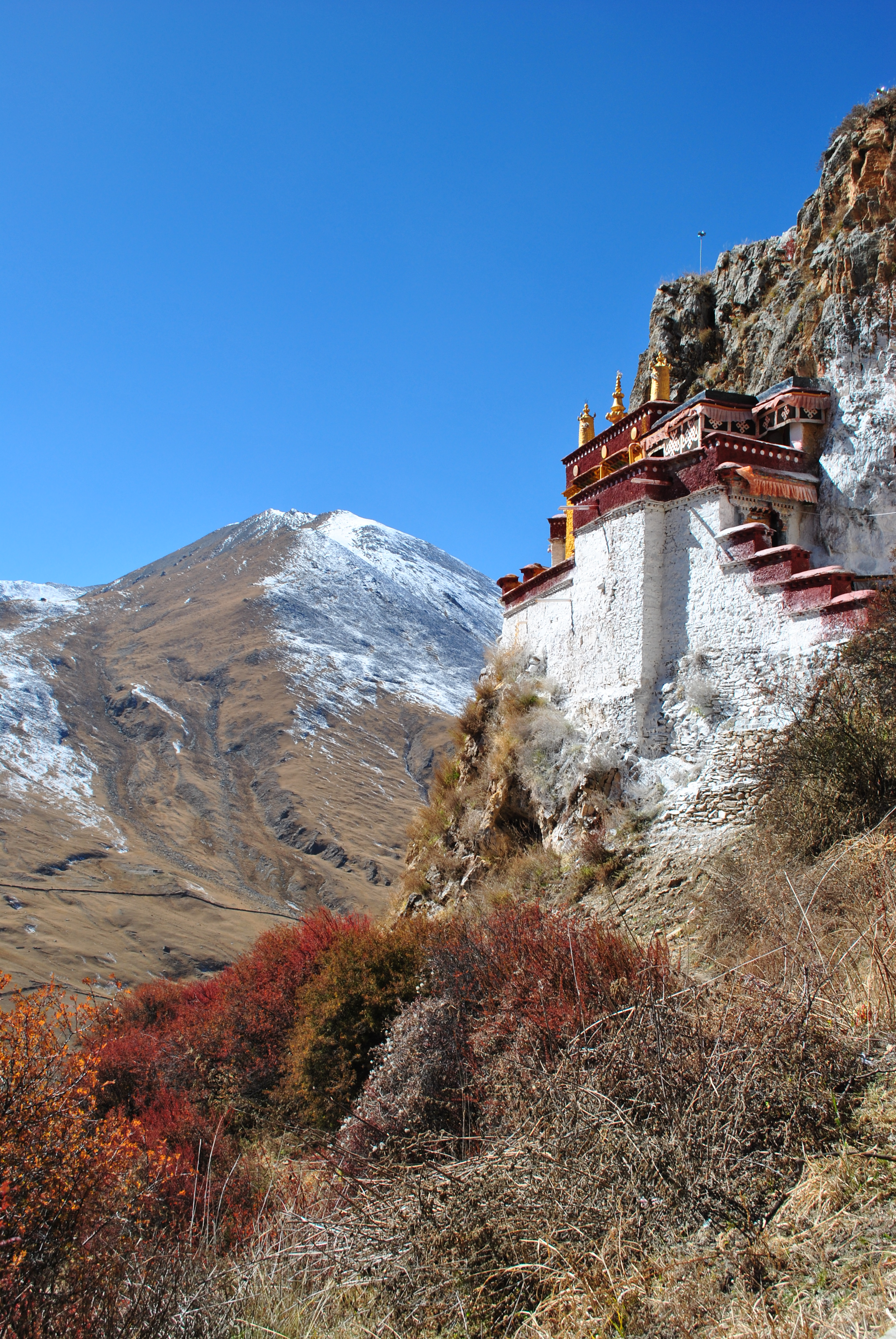
Drak Yerpa
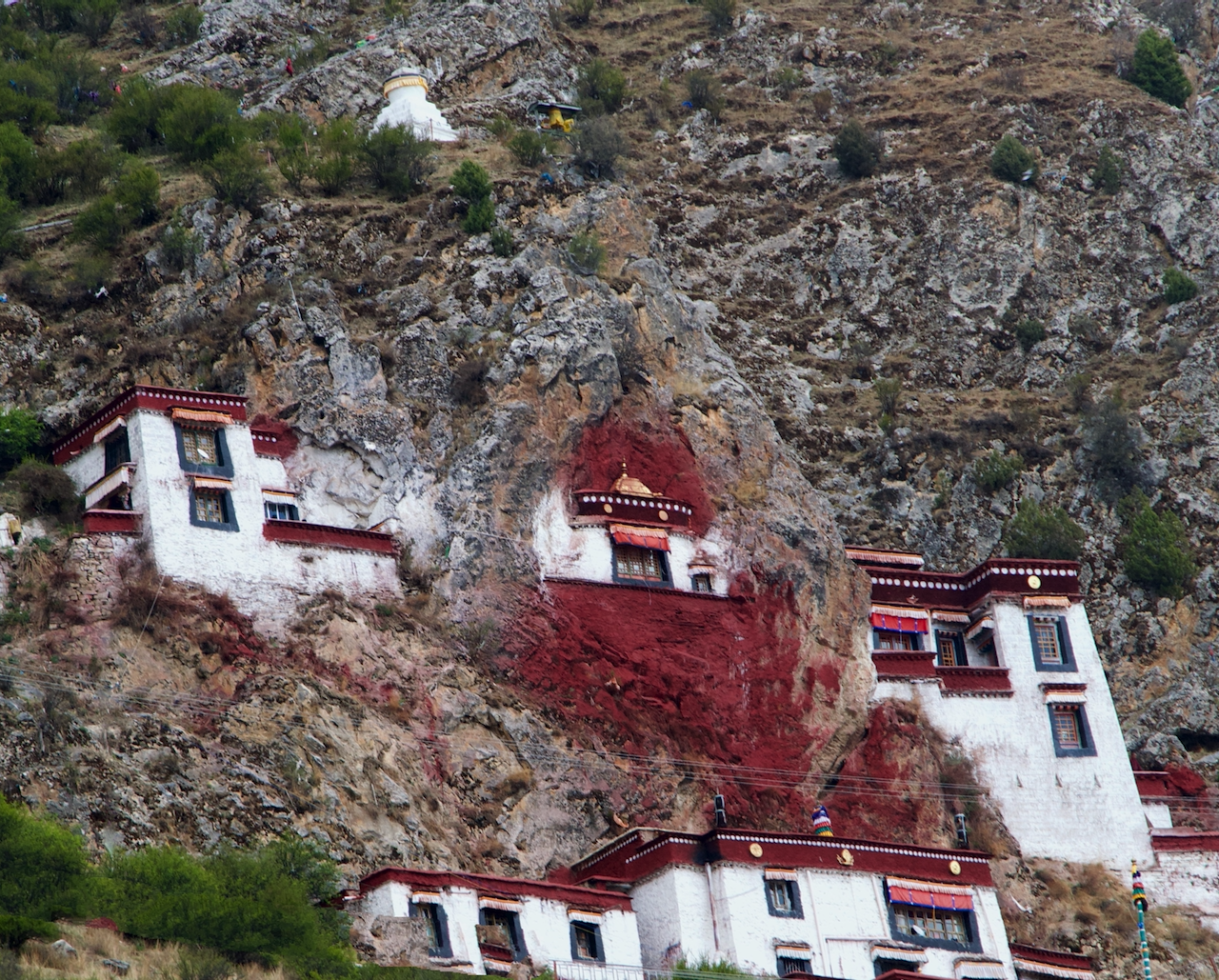
Drak Yerpa, 2015